# Pierre-Hugues Herbert
Pierre-Hugues Herbert (født 18. marts 1991) er en fransk tennisspiller.
Han repræsentere Frankrig under Sommer-OL 2016 i Rio de Janeiro, der blev han slået ud i første runde i double.

## Eksterne Henvisninger
- Pierre-Hugues Herberts profil på Sports-Reference OL-resultater (arkiveret) (engelsk)
- Pierre-Hugues Herberts profil på Olympedia (engelsk)
- Pierre-Hugues Herberts profil hos Frankrigs Olympiske Komité (fransk)
- Pierre-Hugues Herberts profil hos ATP World Tour (engelsk)
- Pierre-Hugues Herberts profil hos ITF Tennis (engelsk)
- Pierre-Hugues Herberts profil hos Davis Cup (engelsk)
- Pierre-Hugues Herberts profil hos ITF Tennis (engelsk)